# Sudrach
Sudrach ist ein Gemeindeteil der Gemeinde Michelau im Steigerwald im unterfränkischen Landkreis Schweinfurt in Bayern. Sudrach liegt in der Gemarkung Michelau im Steigerwald.

## Geografie
Das Feriendorf ist vom Staatsforst Nonnenkloster umgeben, im Westen liegt das Naturwaldreservat Zwerchstück. Ortsstraßen führen zur Staatsstraße 2274 südlich von Michelau.

## Geschichte
Das Feriendorf wurde Anfang der 1980er Jahre auf dem Gemeindegebiet von Michelau gegründet.